# Skazany na bluesa (film)
Skazany na bluesa – polski biograficzny film fabularny, muzyczny z 2005 roku w reżyserii Jana Kidawy-Błońskiego.
Film przedstawia historię życia wokalisty zespołu Dżem – Ryszarda Riedla. Tytułową postać zagrał Tomasz Kot, a żonę Riedla zagrała Jolanta Fraszyńska. Oprócz tego w filmie występuje ówczesny wokalista zespołu Dżem – Maciej Balcar. Na ekranie można zobaczyć także Annę Dymną w roli matki „Goli”.

## Fabuła
Akcja filmu zaczyna się w 1976 w Tychach, w jednym ze śląskich blokowisk. 20-letni Rysiek, choć inteligentny i bystry, nie pracuje, edukację zakończył na z trudem zaliczonej podstawówce, żyje z dnia na dzień na garnuszku rodziców, w ciągłym konflikcie z ojcem ORMO-wcem, zafascynowany zachodnią muzyką i kulturą hipisów, pełen marzeń o indiańskim życiu na preriach. Te marzenia tkwią w nim od czasów dzieciństwa spędzonego w ponurych familokach, kiedy to razem ze swoim najlepszym przyjacielem "Indianerem" bawili się w czerwonoskórych. Rysiek poznaje Małgosię, zwaną Golą, dziewczynę z tego samego osiedla, której podoba się wysoki chłopak stawiający pierwsze kroki w miejscowym zespole muzycznym. Rodzi się między nimi namiętne uczucie. Gola, jeszcze jako uczennica, zachodzi w ciążę.
Wyrzucona ze szkoły, niebawem wychodzi za mąż za Ryśka. Ojciec Ryśka, do końca przeciwny temu związkowi, nasyła na niego Wojskową Służbę Wewnętrzną, która jednak staje po stronie chłopaka, Małgosi i jej matki, później wymienia zamki w drzwiach w mieszkaniu, gdzie młodzi mają mieszkać, ale Rysiek stawia na swoim. W dniu ślubu Indianer po raz pierwszy daje mu strzykawkę z działką "kompotu". Narkotyczny odlot będzie odtąd stale kusił Ryśka.
Nadchodzi rok 1990. Dżem jest jedną z najbardziej znanych grup w kraju, daje wiele koncertów, ma tysiące fanów. Ale za kulisami toczy się dramat lidera zespołu. Rysiek coraz bardziej pogrąża się w nałogu, często trudno mu dotrwać nawet do końca koncertu, żyje w świecie narkotycznych wizji. Podziwiany idol stacza się coraz niżej, żebrząc o narkotyki. Troska o dom spada wyłącznie na barki Gosi, która trwa u boku męża coraz bardziej zmęczona i zrozpaczona. Lecz ani ona, ani koledzy z zespołu, którym przechodzi koło nosa intratny kontrakt, nie są już w stanie zapobiec tragedii.

## Realizacja
- Okres zdjęciowy przypadł na październik 2004. Zdjęcia były realizowane przez 26 dni.
- Plenery: Warszawa (hotel "Victoria", stacja PKP Stadion), Zalew Zegrzyński, Nieporęt, Świętochłowice, Katowice (m.in. hala "Spodek") i Tychy[1].

## Obsada
- Tomasz Kot – Ryszard Riedel
- Jolanta Fraszyńska – Małgorzata „Gola” Riedel, żona Ryśka
- Maciej Balcar – Indianer, przyjaciel Ryśka
- Przemysław Bluszcz – Leszek Martinek, menadżer Dżemu
- Joanna Bartel – Krystyna Riedel, matka Ryśka
- Adam Baumann – Jan Riedel, ojciec Ryśka
- Anna Dymna – Polowa, matka „Goli”
- Zbigniew Zamachowski – pan Henio, woźny w szkole
- Paweł Berger – on sam
- Beno Otręba – on sam
- Adam Otręba – on sam
- Jerzy Styczyński – on sam
- Zbigniew Szczerbiński – on sam
- Marek Richter – Henryk „Henio”, diler
- Mariusz Krzemiński – mężczyzna
- Anna Kociarz – narkomanka
- Marek Żerański – student nad morzem
- Arkadiusz Głogowski – Andrzej, student nad morzem
- Grzegorz Warchoł – Gruber, producent muzyczny
- Magdalena Górska – asystentka Grubera
- Maciej Marczewski – narkoman
- Przemysław Saleta – ochroniarz Grubera
- Sylwester Maciejewski – sierżant, żołnierz WSW z komisji poborowej
- Arkadiusz Detmer – żołnierz WSW z komisji poborowej

Źródło: Filmpolski.pl.

## Nagrody i nominacje
- 30. FPFF
  - najlepsze kostiumy – Ewa Krauze
  - nagroda prezydenta miasta Gdyni za najlepszy debiut filmowy dla Tomasza Kota
  - Złoty Klakier – nagroda Radia Gdańsk dla filmu najdłużej oklaskiwanego przez publiczność; oklaski trwały 3 minuty i 28 sekund
- Orzeł: Najlepsze Kostiumy; nominacje: Najlepszy Aktor (Tomasz Kot), Najlepsza Aktorka (Jolanta Fraszyńska), Najlepsza Aktorka Drugoplanowa (Anna Dymna), Najlepsza Muzyka, Najlepsze Zdjęcia, Najlepszy Montaż i Najlepsza Scenografia